# Puerto de Tarifa
El puerto de Tarifa es un puerto comercial, pesquero y de pasajeros situado en la ciudad española de Tarifa (Cádiz). Es gestionado por la Autoridad Portuaria de la Bahía de Algeciras junto al puerto de la bahía de Algeciras. Es el puerto europeo más cercano al norte de África y principal vía de embarque hacia Tánger en Marruecos.
Tiene un calado de 3 metros y permite una eslora de 25. Pertenece a la provincia marítima de Algeciras, distrito de Tarifa.

## Actividades   y usos
- Actividades y usos:  , , ,  y